# Torre medieval (Puçol)
La Torre Medieval de Puçol, és un monument registrat com a Bé d'Interès Cultural, amb el codi 46.13.205-005 a la Direcció General de Patrimoni Cultural, de la Conselleria de Turisme, Cultura i esport de la Generalitat Valenciana; està situada al municipi del mateix nom, a la comarca de l'Horta Nord, de la província de València.

## Descripció
La torre de Puçol data del segle XIV i actualment forma part d'altres edificis que la tapen en part. Se situa al nucli antic de la població i es va construir amb la finalitat de defensar i vigilar la localitat davant possibles atacs. La seva fàbrica és de pedra, teula i maó de fang. Té forma de prisma, de base quadrangular i les seves dimensions són aproximadament 5,5 metres d'ample per uns 10 d'alt.